# Бучинци
Бучинци (мкд. Бучинци) су насеље у Северној Македонији, у северном делу државе. Бучинци припадају општини Илинден, која окупља источна предграђа Града Скопља.
У селу се налази Црква Свете Тројице, саграђена крајем 18. века на темељима старије цркве.

## Географија
Бучинци су смештени у северном делу Северне Македоније. Од најближег града, Скопља, село је удаљено 30 km источно.
Село Бучинци се налази у историјској области Скопско поље. Село је положено у источном делу Скопске котлине, које је равничарско, пољопривредно подручје, на приближно 370 метара надморске висине.
Месна клима је континентална.

## Становништво
Мршевци су према последњем попису из 2002. године имали 226 становника.
Већинско становништво у насељу су етнички Македонци (100%).
Претежна вероисповест месног становништва је православље.